# Moraea inconspicua
Moraea inconspicua är en irisväxtart som beskrevs av Peter Goldblatt. Moraea inconspicua ingår i släktet Moraea och familjen irisväxter. Inga underarter finns listade i Catalogue of Life.